# Stenospermation crassifolium
Stenospermation crassifolium — вид квіткових рослин із родини кліщинцевих (Araceae), роду Stenospermation. Це ліана, рідним ареалом якої є Перу.